# Pseudacrossus kuskai
Pseudacrossus kuskai är en skalbaggsart som beskrevs av Zdzisława Stebnicka 1981. Pseudacrossus kuskai ingår i släktet Pseudacrossus och familjen Aphodiidae. Inga underarter finns listade i Catalogue of Life.